# Транслор
Транслор (или транслёр, фр. Translohr) — трамвай на шинах, использующий усовершенствованное крепление к единственному рельсу. Разработан французской компанией «Lohr Industrie». В 2012 году технология была продана компании Alstom, чтобы избежать банкротства.

## Технические особенности
В отличие от систем трамвая на шинах от «Bombardier», использующихся в Нанси (см. Трамвай на шинах Нанси) и Кане, у транслора направляющий рельс охватывают два направляющих колеса. Подвижной состав транслора не может передвигаться в автономном режиме (без рельса), так как он не оборудован системой рулевого управления.

## Достоинства и недостатки

### Достоинства
При той же провозной способности транслор имеет следующие достоинства в сравнении с традиционным трамваем:
- Минимальный радиус разворотного кольца у транслора несколько меньший, чем минимальный радиус разворотного кольца традиционного трамвая;
- Возможность форсировать подъёмы с уклоном до 13 % (традиционный трамвай способен форсировать подъём с уклоном лишь до 9 %);
- Заявлена также более низкая стоимость прокладки линии транслора по сравнению с линией традиционного трамвая;
- Заявлен меньший шум и вибрации при движении.
- Благодаря расположению ведущих колёс в узлах сочленения, как в трамвае типа ULF, уровень пола в салоне может быть очень низким, а также отсутствуют выступающие в салон колёсные арки и «подиумы»;

В сравнении с трамваем на шинах от Bombardier:
- меньший риск схода с направляющего рельса.

### Недостатки
- Эксплуатация транслора в странах с сезонным снежным покровом сопряжена с рядом технических трудностей — во время оттепелей и ранней весной талая вода может скапливаться в жёлобе с направляющим рельсом и замерзать при похолоданиях и, таким образом, сделать колею транслора непроходимой для подвижного состава (для сравнения: традиционный трамвай не имеет такого недостатка);
- Путевая инфраструктура транслора, как и у традиционного трамвая, должна быть проложена на всём протяжении трассы движения транслора;
- транслор очень чувствителен к качеству используемой дороги — неровности дороги в полосе движения транслора а также посторонние предметы в жёлобе направляющего рельса могут привести к поломкам подвижного состава и даже к сходу с направляющего рельса (для сравнения: троллейбус менее чувствителен к неровностям используемой дороги, а для традиционного трамвая важно лишь состояние ходовых путей);
- Не разработано способов пересечения линии транслора с традиционным трамваем и железными дорогами на одном уровне;
- Сошедший с направляющего рельса вагон сложнее вернуть на путь. Для этого демонтируют направляющий ролик на сошедшей с пути оси и буксируют вагон в депо, где уже возвращают сошедшую тележку в зацепление с направляющим рельсом;
- Транслор является проприетарным видом транспорта, то есть эксплуатирующие организации не имеют возможности заменить подвижной состав на вагоны от другого производителя до окончания срока действия патентов.

## Список систем
Действующие:
- Клермон-Ферран (Франция), с 13 ноября 2006
- Падуя (Италия), с 24 марта 2007, см. Трамвай на шинах Падуи
- Тяньцзинь (Китай), с марта 2007, см. Транслёр Тяньцзиньской технико-экономической зоны развития
- Местре (континентальная часть Венеции, Италия), с 20 декабря 2010
- Иль-де-Франс: пригород Сен-Дени, линия Т5 (с 29 июля 2013) и Шатийон — Вирофле (линия T6, с 13 декабря 2014)
- Медельин (Колумбия), с 30 ноября 2015[3]

Отменённые
- Л’Акуила (Италия) — из-за экономических проблем и землетрясения линия длиной 7,5 км так и не была достроена, а в 2013 году пути демонтировали[4].
- Латина (Италия) — поступило 2 состава, но из-за экономического кризиса строительство путей не началось. В 2016 году оба состава были проданы Падуе[5].
- Страсбург (Франция) — под давлением общественности проект был заменён на линию традиционного трамвая[6].

Закрытые
- Шанхай (Китай), 1 января 2010 — 1 июня 2023[7]